# Resolutie 1308 Veiligheidsraad Verenigde Naties
Resolutie 1308 van de Veiligheidsraad van de Verenigde Naties werd unaniem aangenomen op 17 juli 2000. De Veiligheidsraad vroeg dat blauwhelmen preventief op hiv getest en begeleid zouden worden. Dit was de eerste resolutie van de Veiligheidsraad inzake een gezondheidskwestie.

## Inhoud
De Veiligheidsraad was bezorgd om de wereldwijde aids-pandemie, en vooral de ernst van deze crisis in Afrika. De Algemene Vergadering en de Economische- en Sociale Raad van de Verenigde Naties speelden een belangrijk rol in maatregelen tegen de ziekte. Aids had een zware impact op de maatschappij en kon tot instabiliteit en noodsituaties leiden. Een gecoördineerde internationale reactie was van belang. De ziekte werd nog verder verspreid door geweld en instabiliteit die het risico op besmetting vergroten. De voorkoming van aids moest in acht worden genomen bij de organisatie van VN-vredesmachten.
VN-secretaris-generaal Kofi Annan had tot doel gesteld de besmettingsgraad binnen de groep van 15 tot 24-jarigen tegen 2010 te verlagen met 25 procent.
Men was bezorgd om de impact die aids kon hebben op vredeshandhavers. De secretaris-generaal werd gevraagd verdere stappen te ondernemen in de opleiding van vredeshandhavers ter preventie van de ziekte. Lidstaten werden aangemoedigd gepaste procedures te ontwikkelen. UNAIDS werd aangemoedigd de samenwerking met die lidstaten te versterken. Verder moesten de VN, lidstaten, (geneesmiddelen)industrie en relevante organisaties verder in discussie treden over toegang tot behandeling en preventie.

## Verwante resoluties
- Resolutie 1983 Veiligheidsraad Verenigde Naties (2011)

Lijst ·  1285 ·  1286 ·  1287 ·  1288 ·  1289 ·  1290 ·  1291 ·  1292 ·  1293 ·  1294 ·  1295 ·  1296 ·  1297 ·  1298 ·  1299 ·  1300 ·  1301 ·  1302 ·  1303 ·  1304 ·  1305 ·  1306 ·  1307 ·  1308 ·  1309 ·  1310 ·  1311 ·  1312 ·  1313 ·  1314 ·  1315 ·  1316 ·  1317 ·  1318 ·  1319 ·  1320 ·  1321 ·  1322 ·  1323 ·  1324 ·  1325 ·  1326 ·  1327 ·  1328 ·  1329 ·  1330 ·  1331 ·  1332 ·  1333 ·  1334